# Willem Schondongus
Willem Schondonch (Brugge, 31 augustus 1556 - Sint-Omaars, 27 januari 1617), ook Egidius Schondonch of Guilelmus Schondongus, was een Zuid-Nederlands jezuïet.

## Levensloop
Na uitstekende literaire studies, trad Schondonch in oktober 1576 in bij de jezuïeten in Doornik. Enkele maanden later werd hij, vanwege zijn zwakke gezondheid, naar zijn familie teruggestuurd. Hij kwam weer op krachten en werd leraar in het Brugse jezuïetencollege. Toen de jezuïeten in augustus 1578 door de calvinisten uit Brugge verbannen werden, volgde Schondonk hen naar Sint-Omaars.
Hij werd opnieuw jezuïet en vervulde gedurende meer dan veertig jaar talrijke functies binnen de orde. Zo was hij:
- leraar Latijn-Grieks in de poësis en de retorica in het college van Douai,
- leraar retorica in het college van Sint-Omaars (1587-1588),
- prefect in het college van Kortrijk (1589-1590),
- prefect in het college van Antwerpen (1599- 1601),
- kanselredenaar in Brussel (1597),
- legeraalmoezenier (1598),
- rector van het college in Kortrijk (1591-1596),
- rector van het Engels seminarie in Sint-Omaars (1601-1617).

De laatste functie was het langst in duurtijd en was ook de meest briljante in zijn carrière. Het seminarie, opgericht in 1593, had als doel Engelse jongeren uit het anglicaanse milieu weg te halen en ze op het katholieke priesterschap voor te bereiden. Schondong gaf de school zijn definitieve vorm en maakte er een succes van. De studenten werden er niet alleen opgeleid tot missionarissen om in het anglicaanse Engeland stand te houden, maar kregen tevens een uitstekende opleiding in de wetenschappen en in de kennis van het Latijn en het Grieks. Het seminarie verwierf een gunstige reputatie, die zelfs door de anglicanen erkend werd. 
Toen hij door ziekte werd getroffen en bedlegerig werd, schreef hij een nieuwe versie van de reglementen voor de school, gebaseerd op zijn lange ervaring. Hij werd Engelsman met zijn Engelse studenten en werd door hen op handen gedragen. 

## Publicaties
- Sica tragica Corniti Mauritìo a Jesuitis ut aiunt Calvinista Leydœ intentata, Antwerpen, 1559. Het was een vrije vertaling van een werkje door de jezuïet François Coster. Het ging om de weerlegging van de beschuldiging door de calvinisten die in Leiden beweerden dat de jezuïeten de moord op Maurits de Xirnu hadden bekokstoofd.
- Constitutiones collegli Anglorum Audomarensis. Egidii Schondonch régula, instructionis, exemplaar in de bibliotheek KU Leuven.